# Mozsgó
Mozsgó ist eine ungarische Gemeinde im  Kreis Szigetvár im Komitat Baranya.

## Geschichte
Mozsgó wurde 1330 erstmals urkundlich erwähnt.

## Bilder

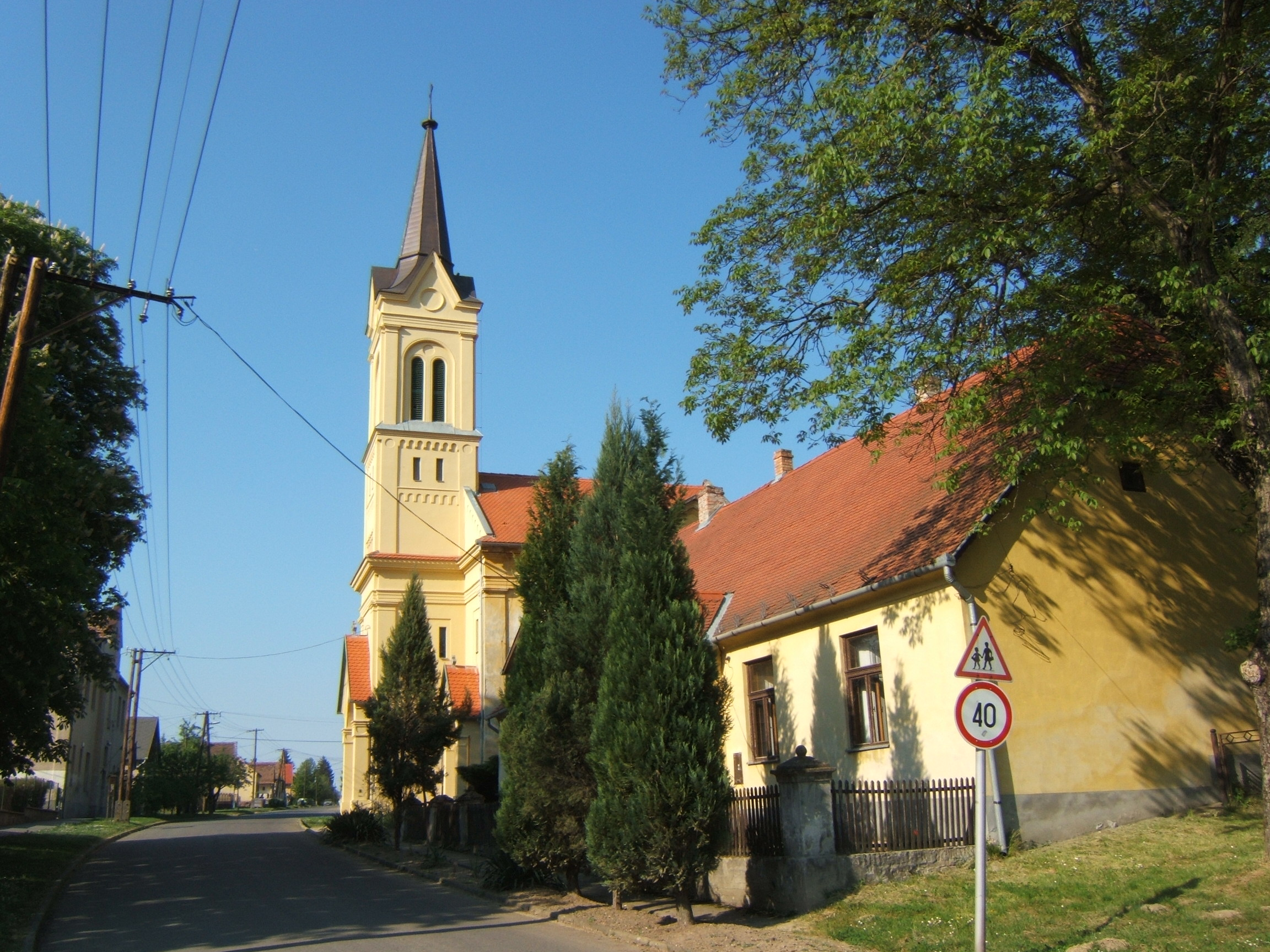
Röm.-kath. Kirche Magyarok Nagyasszonya
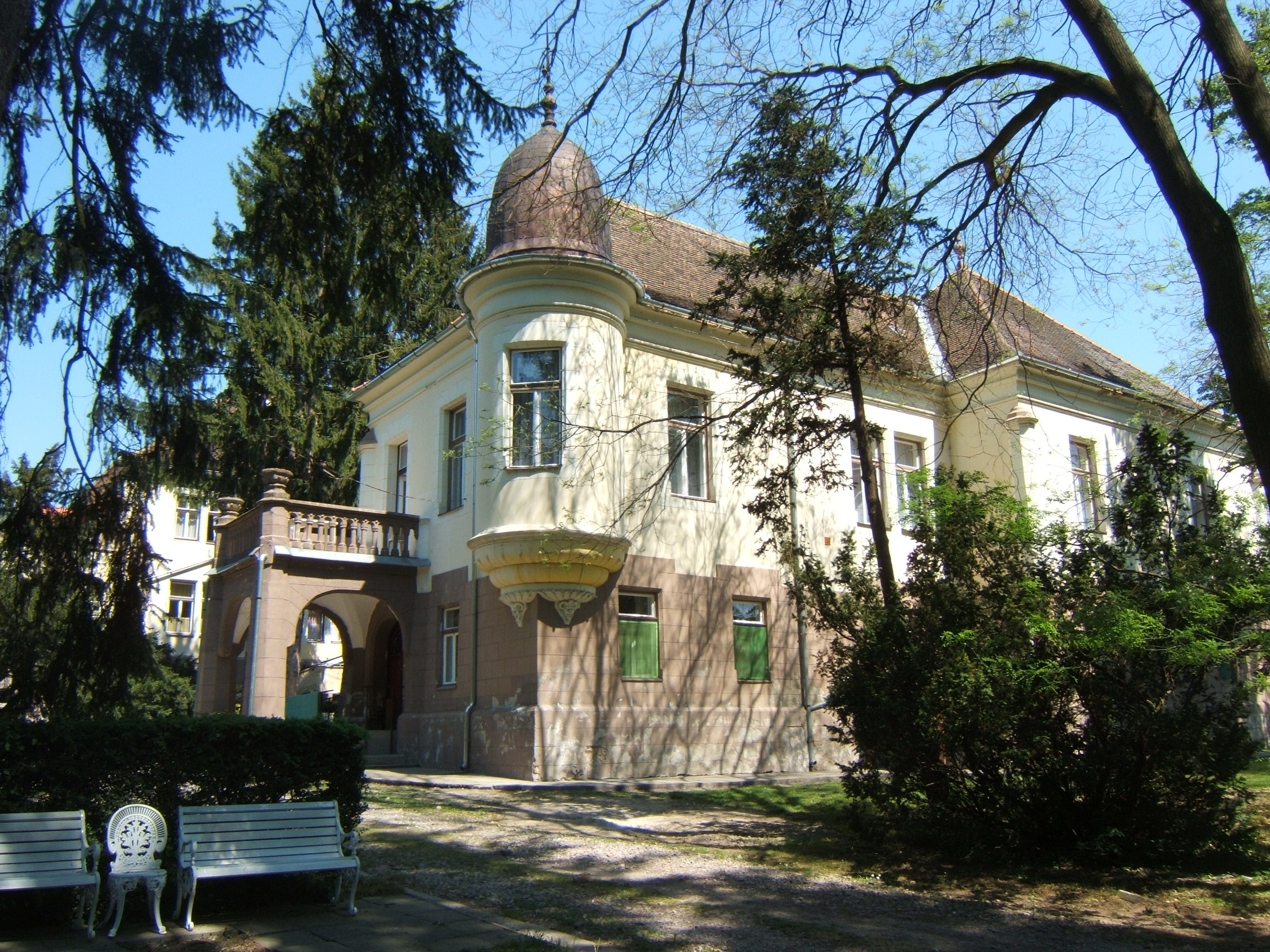
Schloss Biedermann
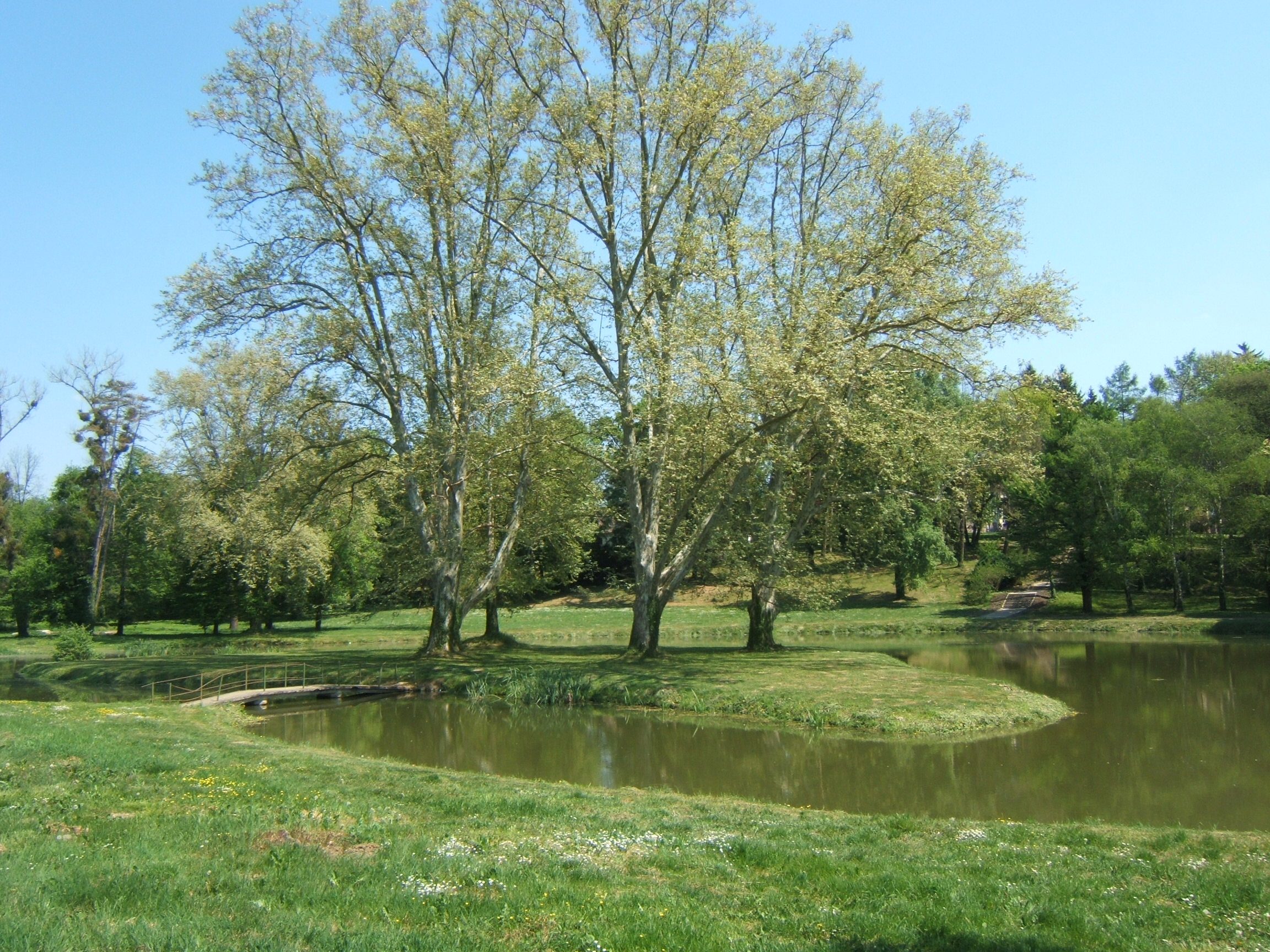
Schlosspark
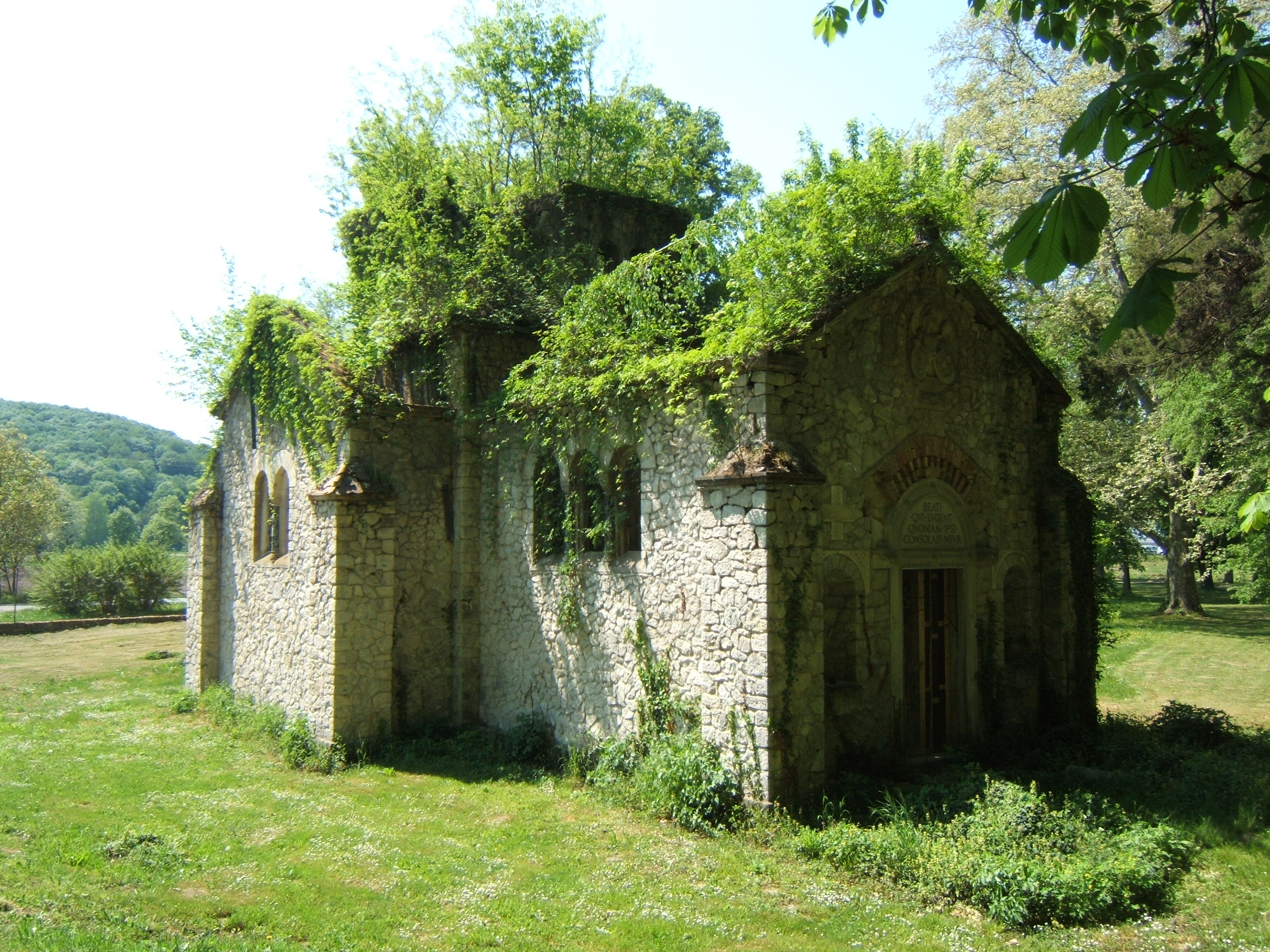
Kapelle im Schlosspark
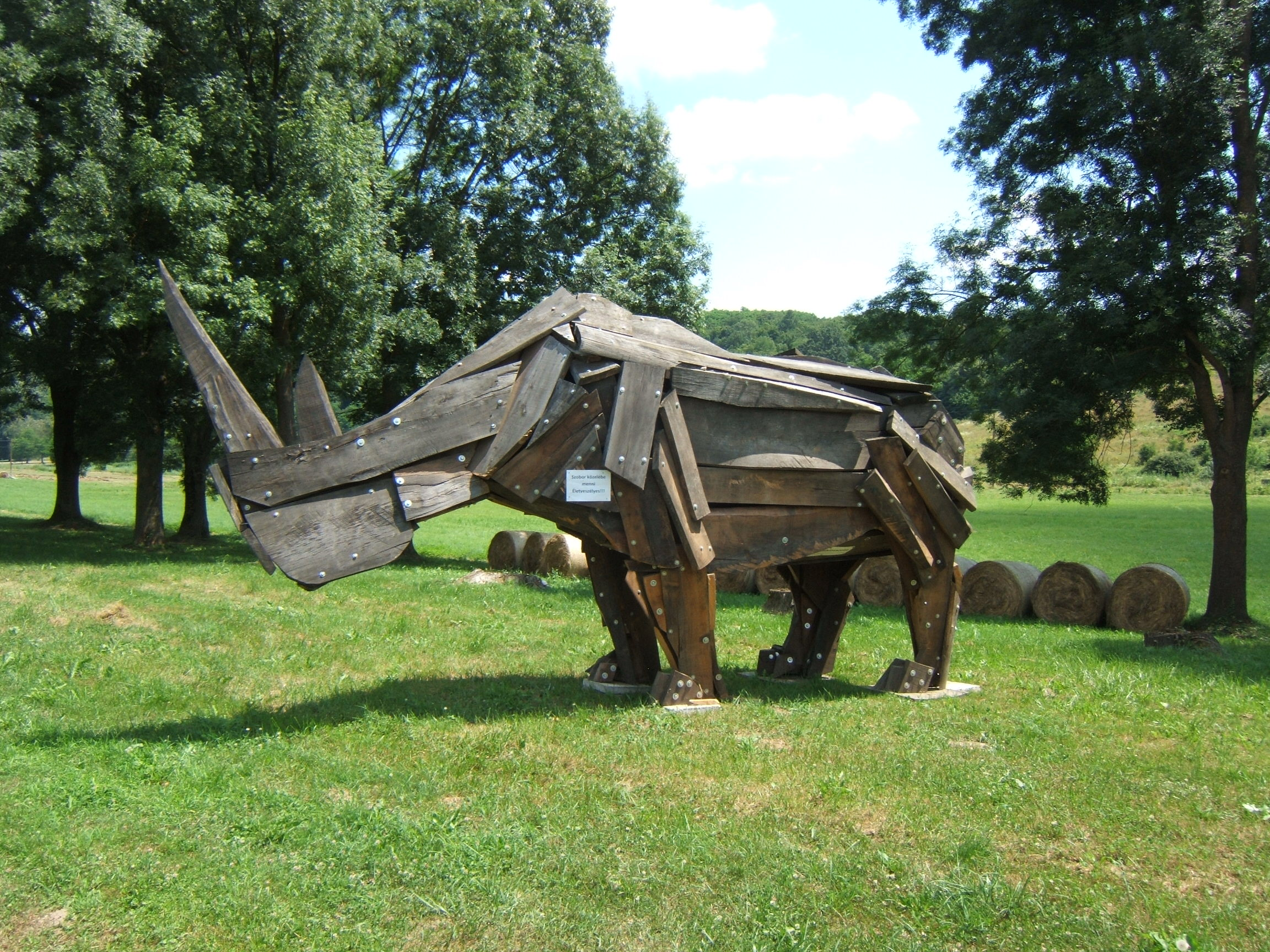
Nashornskulptur